# 帕德里亚
帕德里亚（義大利語：Padria），是意大利萨萨里省的一个市镇。总面积48.03平方公里，人口718人，人口密度14.9人/平方公里（2009年）。ISTAT代码为090053。